# Mark of the Ninja
Mark of the Ninja är ett sidscrollande-actionstealthspel utvecklat av Klei Entertainment och gavs ut av Microsoft Game Studios. Det annonserades den 28 februari 2012 och gavs senare ut till Xbox 360 via Xbox Live Arcade den 7 september 2012. En Microsoft Windows-versionen gavs ut den 16 oktober 2012. Spelet följer berättelsen om en namnlös ninja. Spelets mellansekvenser renderas i animationsstilen saturday-morning cartoon. 
Spelet fick en hel del positiva recensenter, med genomsnittsbetyget 90% i webbplatserna Gamerankings och Metacritic. Recensenterna berömde spelets audiovisuella atmosfär och djupa spelmekanik (i synnerhet smygmekaniken), men som kritiserade spelets kontrollschema och svåra pussel.